# Лоншаков, Павел Иванович
Па́вел Ива́нович Лоншако́в (1910, Шишинерь, Вятская губерния — не ранее 1985) — советский хозяйственный деятель, председатель колхоза имени Калинина (Малмыжский район), Герой Социалистического Труда.

## Биография
Родился в 1910 году в деревне Шишинерь Вятской губернии (ныне — в Малмыжском районе Кировской области). Член КПСС.
С 1931 года работал в колхозе. В 1932—1935 годы служил в Красной армии. затем — на советской и комсомольской работе в Молотовской области.
В августе 1941 года повторно призван в Красную армию Куединским райвоенкоматом Молотовской области, участник Великой Отечественной войны, политрук пулемётной роты (47-я стрелковая бригада 1-й ударной армии); был ранен (17.12.1941). После ранения в июле 1942 года признавался пропавшим без вести, находился на лечении в госпитале № 3514 (Свердловск). Удостоен боевых наград.
После войны работал в Кировской области, председатель колхоза имени Калинина Малмыжского производственного колхозно-совхозного управления.
Указом Президиума Верховного Совета СССР от 23 июня 1966 года присвоено звание Героя Социалистического Труда с вручением ордена Ленина и золотой медали «Серп и Молот».
Избирался депутатом (от Кировской области) Верховного Совета РСФСР 6-го созыва (1963—1967).
Умер после 1985 года.

## Избранные публикации
- Лоншаков П. И. Колхоз имени Калинина / [Лит. запись Ф. М. Зоновой]. — Киров : Кн. изд-во, 1963. — 65 с.

## Награды
- орден Красной Звезды (30.01.1942)[2][7]